# Pietroșani (gmina w okręgu Teleorman)
Pietroșani – gmina w Rumunii, w okręgu Teleorman. Obejmuje tylko jedną miejscowość Pietroșani. W 2011 roku liczyła 2941 mieszkańców. 